# العلاقات البوتسوانية الغامبية
العلاقات البوتسوانية الغامبية هي العلاقات الثنائية التي تجمع بين بوتسوانا وغامبيا.

## مقارنة بين البلدين
هذه مقارنة عامة ومرجعية للدولتين:
| وجه المقارنة                                              | بوتسوانا                       | غامبيا       |
| --------------------------------------------------------- | ------------------------------ | ------------ |
| المساحة (كم2)                                             | 581.74 ألف                     | 11.30 ألف    |
| عدد السكان (نسمة)                                         | 2.29 مليون                     | 2.10 مليون   |
| الكثافة السكانية (ن./كم²)                                 | 3.94                           | 185.84       |
| العاصمة                                                   | غابورون                        | بانجول       |
| اللغة الرسمية                                             | لغة إنجليزية                   | لغة إنجليزية |
| العملة                                                    | بولا بوتسواني                  | دالاسي غامبي |
| الناتج المحلي الإجمالي (بليون دولار)                      | 17.41 مليار                    | 1.01 مليار   |
| الناتج المحلي الإجمالي (تعادل القوة الشرائية) بليون دولار | 35.84 مليار                    | 3.34 مليار   |
| الناتج المحلي الإجمالي الاسمي للفرد دولار أمريكي          | 6.36 ألف                       | 471          |
| الناتج المحلي الإجمالي للفرد دولار أمريكي                 | 16.10 ألف                      |              |
| مؤشر التنمية البشرية                                      | 0.698                          | 0.441        |
| رمز المكالمات الدولي                                      | +267                           | +220         |
| رمز الإنترنت                                              | .bw                            | .gm          |
| المنطقة الزمنية                                           | ت ع م+02:00، توقيت وسط إفريقيا | 00           |

## منظمات دولية مشتركة
يشترك البلدان في عضوية مجموعة من المنظمات الدولية، منها:
| علم المنظمة | اسم المنظمة                                 | تاريخ انضمام بوتسوانا | تاريخ انضمام غامبيا |
| ----------- | ------------------------------------------- | --------------------- | ------------------- |
|             | البنك الإفريقي للتنمية                      | ?                     | ?                   |
|             | منظمة الشرطة الجنائية الدولية               | ?                     | ?                   |
|             | الاتحاد البريدي العالمي                     | ?                     | ?                   |
|             | الاتحاد الأفريقي                            | 31 أكتوبر 1966        | ?                   |
|             | منظمة التجارة العالمية                      | ?                     | ?                   |
|             | مؤسسة التنمية الدولية                       | 24 يوليو 1968         | 18 أكتوبر 1967      |
|             | مؤسسة التمويل الدولية                       | 23 مارس 1979          | 19 سبتمبر 1983      |
|             | منظمة حظر الأسلحة الكيميائية                | ?                     | ?                   |
|             | الأمم المتحدة                               | 17 أكتوبر 1966        | 21 سبتمبر 1965      |
|             | الاتحاد الدولي للاتصالات                    | 2 أبريل 1968          | 27 مايو 1974        |
|             | البنك الدولي للإنشاء والتعمير               | 24 يوليو 1968         | 18 أكتوبر 1967      |
|             | مجموعة دول أفريقيا والكاريبي والمحيط الهادئ | ?                     | ?                   |
|             | المركز الدولي لتسوية المنازعات الاستشارية   | 14 فبراير 1970        | 26 يناير 1975       |
|             | وكالة ضمان الاستثمار متعدد الأطراف          | 15 مايو 1990          | 11 سبتمبر 1992      |
|             | يونسكو                                      | 16 يناير 1980         | 1 أغسطس 1973        |
|             | دول الكومنولث                               | ?                     | 1965                |

## وصلات خارجية
- موقع وزارة الخارجية البوتسوانية
- موقع وزارة الخارجية الغامبية